# 濡れた心
『濡れた心』（ぬれたこころ）は、多岐川恭の長編小説。女子高生同士のレズビアンを扱った推理小説。第4回江戸川乱歩賞受賞作。
1956年の5月から始まる日記で、女子高生2人の学園生活と恋心が登場人物の日記を組み合わせるスタイルで描かれる。主人公2人の心理描写の記述が多い。

## 登場人物
- 御厨典子 - 野百合女子高校生徒。勉強は出来るが、内向的かつスポーツは苦手。日記に「J」に恋する思いを連ねる。
- 南方寿利 - 典子の級友。活発な少女。水泳部員。日記では「典子」への愛を綴る。
- 野末兆介 - 野百合女子高校の英語担当の男性教諭。退廃的な雰囲気を漂わせている。典子を愛する。
- 小村トシ - 典子の級友。典子より年長だが、2年ほど休学しており現在は同学年。水泳部員。成績優秀。兄と二人暮らし。
- 御厨賤子 - 典子の母。清楚な女性。幼稚園を経営している。
- 御厨芙子 - 典子の祖母。
- 楯陸一 - 市役所勤務。典子を愛する。植物的な男性。
- 鷹場庸次郎 - 実業家。賤子と愛し合っている。
- 南方寿太郎 - 寿利の父。
- 小村釣一 - トシの兄。平刑事だが野心家。
- 篠原高子 - 御厨家の女中。

## 評価
受賞理由の寸評として、選考委員から「文章は格段によく、女子高校生の同性愛も巧く書かれていて、これだけでも優に一篇の小説になり得ただろうと思われる」とコメントされた。

## 書誌情報
- 『濡れた心』 講談社 1958年
- 『濡れた心』 講談社 ロマン・ブックス 1959年
- 『濡れた心』 講談社文庫 1977年
- 『濡れた心』 講談社 大衆文学館 文庫コレクション 1997年

## テレビドラマ
『濡れた心〜レズビアン殺人事件〜』（ぬれたこころ レズビアンさつじんじけん）のタイトルで1981年4月18日に「土曜ワイド劇場」枠（21時2分 - 22時51分）で単発テレビドラマとして放送された。主演は大場久美子。
2005年に『大場久美子 濡れた心〜レズビアン殺人事件〜』としてDVD化された。

### キャスト
- 小村トシ - 大場久美子
- 小村釣一 - 太川陽介
- 御厨典子 - 一ノ瀬康子
- 御厨賤子 - 左幸子
- 御厨芙子 - 賀原夏子
- 南方寿利 - 谷川みゆき
- 盾 - 南条弘二
- 野末兆介（教師・クラス担任） - 岸田森
- 河合悦子（教師・水泳部の部長） - 飛鳥裕子
- 山岡刑事 - 木村元
- 江見俊太郎
- 長沢大
- 久木念
- 藤悦子
- 波多江清
- 木内マキ
- 佐藤功
- 峰健太

### スタッフ
- 原作 - 多岐川恭 『濡れた心』
- 監督 - 瀬川昌治
- 脚本 - 山浦弘靖
- プロデューサー - 辰巳禎男、神谷吉彦
- 音楽 - 青山八郎
- 制作 - 朝日放送、国際放映